# Erik Ohlsson
För andra betydelser, se Erik Olsson.
Carl Erik Ohlsson, född 16 augusti 1891 i Malmö, död 24 december 1975 i Stockholm, var en svensk kemist och forskare i farmaci.
Ohlsson avlade filosofie kandidatexamen 1914 och filosofie licentiatexamen 1916. Han promoverades till filosofie doktor vid Lunds universitet 1917, blev medicine kandidat 1936, medicine hedersdoktor 1936, docent i kemi 1918 och var tillförordnad laborator 1920–1921. Ohlsson var tillförordnad professor i kemi 1921–1922, i medicinsk och fysiologisk kemi vid Uppsala universitet 1929, respektive i farmakologi 1929–1930. Han blev professor i kemi och geologi vid Alnarps lantbruksinstitut 1924, var professor i kemi och kemisk farmaci vid Farmaceutiska institutet 1932–1959 och institutets rektor 1933–1959. Hans publikationer gällde organisk, fysiologisk och farmaceutisk kemi, framför allt enzymer.